# Schwarze Katze, weißer Kater
Schwarze Katze, weißer Kater (Originaltitel: Crna mačka, beli mačor) ist ein 1998 veröffentlichter Film von Emir Kusturica. Die Komödie erzählt von dem „Zigeuner“ Matko und dessen Sohn Zare. Während Matko versucht, mit Hilfe des Gangsters Dadan auf einen Schlag reich zu werden, verliebt sich Zare in Ida. Dadan will den Jungen jedoch zur Heirat mit seiner zwergwüchsigen Schwester zwingen.  Bei den Internationalen Filmfestspielen von Venedig 1998 erhielt Kusturica den Silbernen Löwen für die Beste Regie.

## Handlung
Matko Destanov leiht sich beim besten Freund seines Vaters, Grga Pitić, Geld. Er will mit dem Kauf mehrerer Waggons mit illegalem Benzin endlich auch einmal richtig Geld verdienen. Grga Pitić schenkt es ihm sogar unter der Bedingung, dass er berichtet, wie der Coup tatsächlich abgelaufen ist. Matko könnte damit drei der insgesamt 20 erwarteten Benzinwaggons kaufen und weiht in sein Vorhaben auch seinen Bekannten, den mit seinem Reichtum protzenden Mafioso Dadan ein, der daraufhin in die restlichen Waggons investiert. Doch beim eigentlichen Coup geht für Matko alles schief: Dadan, der ihn betäubt, lässt alle 20 Waggons verschwinden und beansprucht sie für sich allein. Dem erwachenden Matko erzählt er, dass kein Zug angekommen sei. Und auch das von Grga Pitić geschenkte Geld ist verschwunden – dafür ist Dadan plötzlich im Besitz zahlreicher großer Geldscheine. Da Matko das von Dadan in die Waggons investierte Geld nicht zurückzahlen kann, soll er seinen Sohn Zare mit Dadans Schwester Aphrodita verheiraten – ansonsten sei er ein toter Mann. Das Problem: Zare will nicht und Dadans Schwester wird wegen ihrer geringen Körpergröße auch „Gartenzwerg“ genannt. Dennoch willigt Matko ein.
Zare hat unterdessen die lebenslustige Ida kennen und lieben gelernt. Umso entsetzter ist er über die beschlossene Heirat. Auch sein Großvater Zarije will diese verhindern, ohne dass er dadurch Matkos Leben gefährdet. Es gelingt ihm, an dem festgesetzten Hochzeitstag zu sterben. Nach der Tradition müsste nun eine Trauerzeit von 40 Tagen eingehalten werden, doch besteht Dadan auf der Hochzeit und Zarije wird wortwörtlich „auf Eis gelegt“: Matko lagert den Leichnam heimlich und mit Eisblöcken gekühlt auf dem Dachboden. Die Hochzeitsfeier findet statt, doch gelingt es Aphrodita kurz nach der Trauung zu fliehen.
Unterdessen sind Grga Pitić und seine Enkel, der lange Grga Veliki und der fette Grga Mali, auf dem Weg zu Matko. Der hatte Grga Pitić bei seiner Bitte um Geld gesagt, dass Zarije gestorben sei und so auf das Mitleid von Grga Pitić gehofft. Der will nun das Grab seines besten Freundes aufsuchen. Sein Enkel Grga Veliki wiederum macht ihm Sorgen, weil er keine Frau findet – der schlaksige Riese Véliki hat genaue Vorstellungen von seiner großen Liebe, die möglichst klein sein soll. Als er auf die flüchtende Aphrodita trifft, ist es für beide die ersehnte Liebe auf den ersten Blick. Auch die Hochzeitsgesellschaft trifft ein und nach kurzem Schusswechsel steht fest, dass es eine neue Doppelhochzeit geben wird: Grga Veliki und Aphrodita sowie Zare und Ida werden heiraten.
Die zweite Hochzeitsveranstaltung wird vorbereitet. Kurz vor der Doppeltrauung stirbt jedoch der alte Grga Pitić und wird zum verstorbenen Zarije auf den Dachboden gelegt. Hier erwachen die beiden Freunde plötzlich auf wundersame Weise wieder. Grga Véliki und Aphrodita werden getraut, während sich Zare und Ida entschließen, aus dem Dorf zu fliehen. Kurzerhand entführen sie den Standesbeamten und setzen zu einem vorbeifahrenden Luxusliner über. Auf der Fahrt werden sie dann getraut. Dadan, der auf Grga Pitićs Anweisung alles ergaunerte Geld an Matko zurückzahlen muss, wird von Zare und Ida am Ende noch ein besonderer Streich gespielt: Aus Rache für sein Verhalten sägen sie das Plumpsklo an und lassen ihm Abführmittel verabreichen. Dadan fällt in die Jauchegrube und wird so zum Gespött der anwesenden Hochzeitsgäste.

## Name
Der Name des Films leitet sich davon ab, dass immer wieder Bezug auf Katzen genommen wird und immer wieder eine schwarze Katze und ein weißer Kater zu sehen sind, die allerdings keinen direkten Einfluss auf die Handlung haben.

## Kritik
„Anfangs sitzt der westeuropäische Zuschauer mit offenem Mund im Kino und staunt: über die absurden Charaktere, die hässlichen Gesichter, die groteske Geschichte. Und so soll es in Europa zugehen? Doch spätestens nach einer halben Stunde hat der Kinomagier Kusturica den Zuschauer in seinen Bann geschlagen: Man will sofort an die Donau ziehen und ein Zigeunerleben führen. Ein verrückter Film, der einem warm ums Herz werden lässt.“

„Die orgiastische Verschmelzung von Musik und erzählerischer Form dient der Beschwörung einer vitalen Lebenslust, durch die gleichzeitig ein distanzierter Kommentar auf den Größenwahn von Emir Kusturicas Generation durchschimmert.“

„Kraftstrotzende Familiengroteske. Dieser Film könnte Ihnen gefallen, wenn Sie Fellinis Roma und Gadjo Dilo mochten.“

„Eine Hommage an die Sinti-Kultur mit dem Charme eines Bauernschwanks.“

## Hintergrund
Die Dreharbeiten begannen im Spätsommer 1996 in Slowenien und an der Donau in Surduk (Serbien). Der Plan, bis Ende Oktober fertig zu werden, konnte nicht eingehalten werden, da die Handlung fast ausschließlich im Freien spielt. Die Dreharbeiten mussten aufgrund der schlechten Witterungsbedingungen in Jugoslawien unterbrochen werden und konnten erst im folgenden Jahr beendet werden. Die restlichen Aufnahmen wurden zwischen Juni und Oktober 1997 nachgeholt. Die Postproduktion fand in der ersten Hälfte des Jahres 1998 statt.